# Shin'ichirō Hattori
Pour les articles homonymes, voir Hattori.
Shin'ichirō Hattori est un joueur de shōgi professionnel japonais né le 2 août 1999 à Toyama.

## Biographie et carrière
Shin'ichirō Hattori est né en août 1999 à Toyama.
Il est devenu professionnel avec un classement de 4e dan en avril 2020 après avoir terminé premier du tournoi des 3e dan (octobre-mars 2020) avec 14 victoires et 4 défaites.
En 2021, il remporte le tournoi Sieryu de Kakogawa ouvert à tous les joueurs 4e dan au 1er janvier et les meilleurs 3e dan (non professionnels).
En juillet-août 2022, il se qualifie pour le tableau final (7 joueurs) du Osho en battant Shintaro Saito et Kei Honda lors du tournoi de sélection. Il termine dernier avec 2 victoires et quatre défaites du tournoi des candidats.
Il est classé 5e dan à partir de septembre 2022.
En janvier 2023, il bat Yasumitsu Sato en huitième de finale du tournoi Eio ; il est battu par Kei Honda en quart de finale en février 2023.
Hattori remporte deux fois (en 2022 et 2024) le tournoi Shinjin-O des moins de 27 ans.